# Euphaedra (Euphaedrana) vandeweghei
Euphaedra (Euphaedrana) vandeweghei es una especie de mariposa de la familia Nymphalidae, subfamilia Limenitidinae, tribu Adoliadini, pertenece al género Euphaedra, subgénero (Euphaedrana).

## Localización
Esta especie de mariposa se distribuye por Gabón (África).